# ココシニク

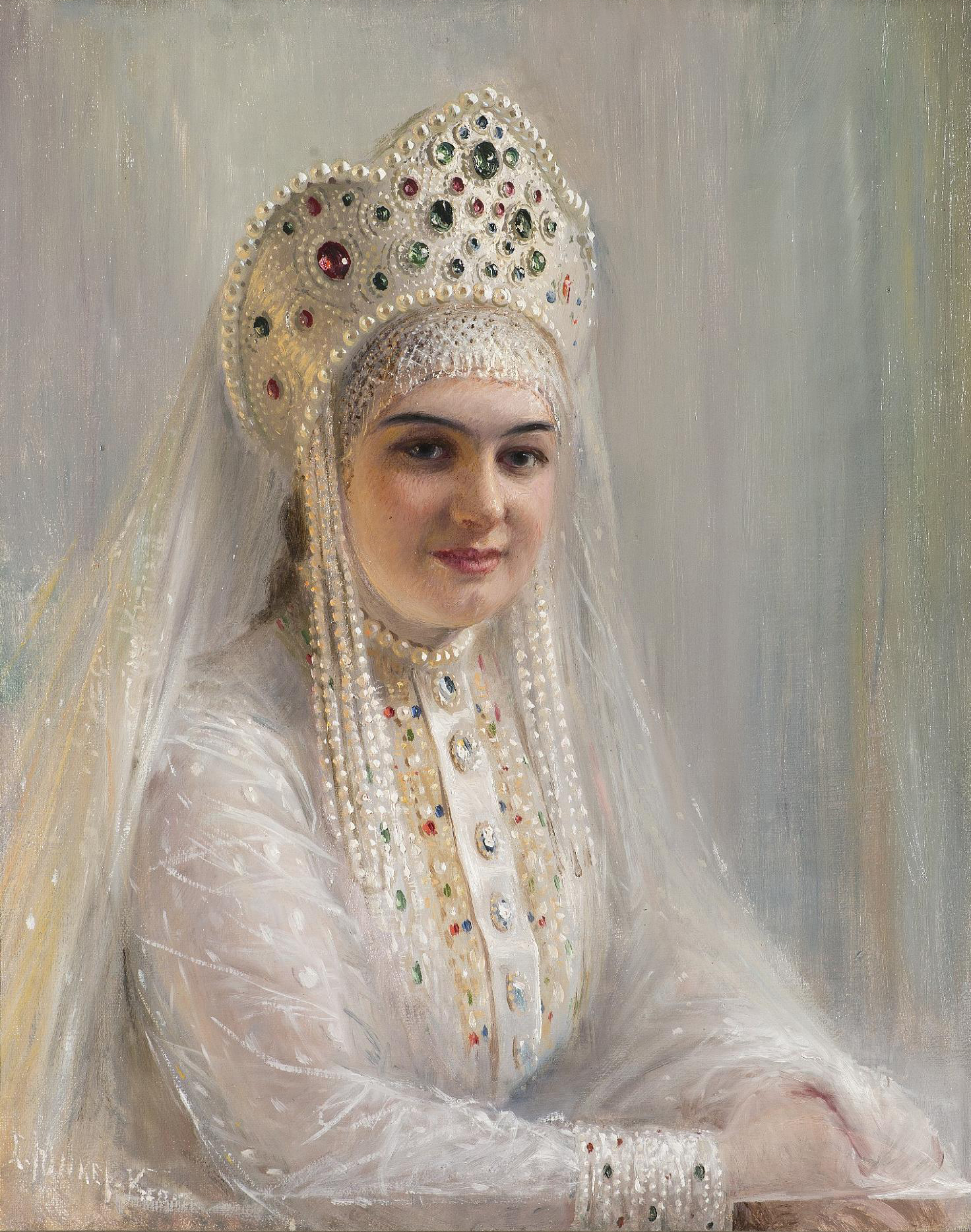
19世紀末～20世紀初頭頃、「ココシニクを着た少女」ソフィア・イワノヴナ・クラムスカヤ画

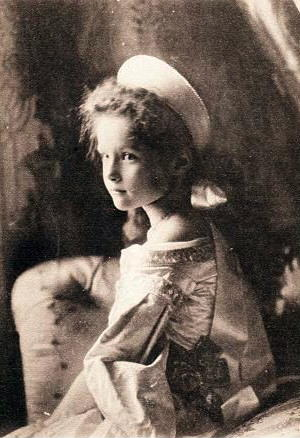
シンプルなコートココシニクのタチアナ・ニコラエヴナ王女。 1904年頃。

ココシニク（ロシア語: коко́шник, ラテン文字転写: Kokoshnik）は、ロシアの女性の伝統的な頭頂部につける装飾品（頭飾り）である。

## 概要
ロシア帝国以前（ルーシ時代）、既婚女性が帽子の代わりにココシニクを着用した。多様な形状がある。
18世紀に貴族階級の着用が禁じられたが、19世紀から20世紀初頭にかけては、女性の宮廷服に取り入れられた。さらに、英国王室との姻戚関係から、ティアラの意匠として、他地域にも影響を与えた。1888年に、英国王太子アルバートと妃アレクサンドラの結婚25周年の祝いに、「ココシニク・ティアラ」が献上された。
1903年2月に、ロシア宮廷でロマノフ朝開闢290年を祝した壮麗な仮装舞踏会が冬宮殿で催され、皇帝ニコライ2世をはじめ皇族、貴族らが17世紀の扮装をした写真資料が多数記録されている。この舞踏会の様子は、後世、トランプや『スター・ウォーズシリーズ』の衣装に影響を与えた。

## ギャラリー

### 伝統衣装として

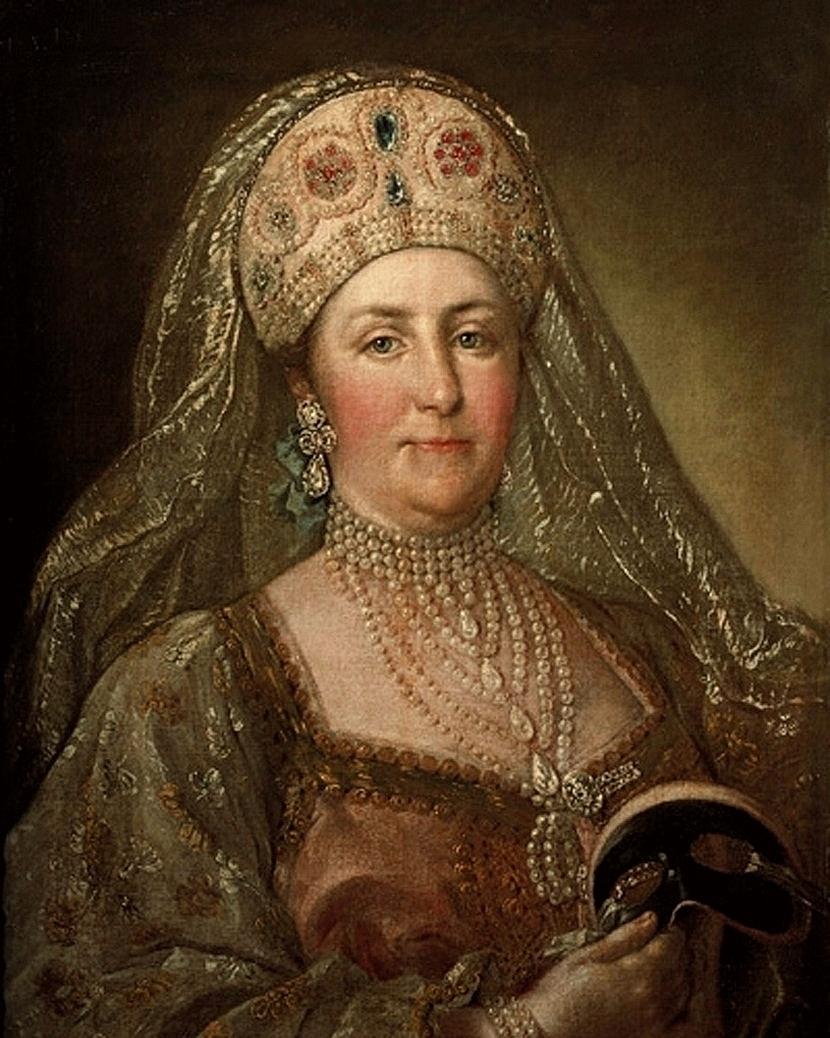
1780年頃画、エカチェリーナ2世
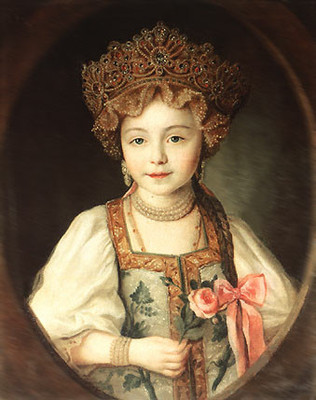
1790年代画、アレクサンドラ・パヴロヴナ大公女
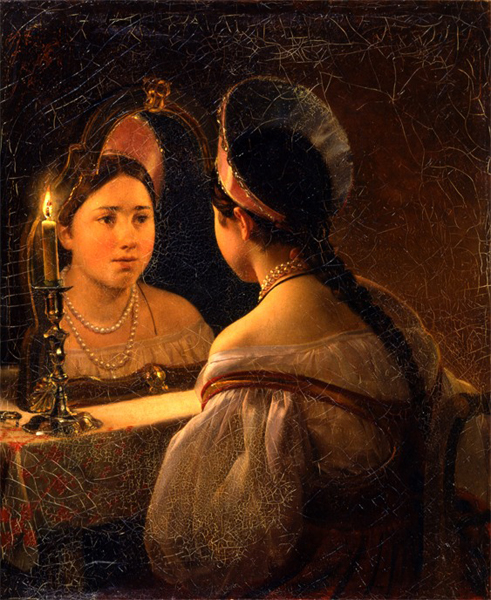
1836年「占い師スヴェトラーナ」、カール・ブリューロフ画
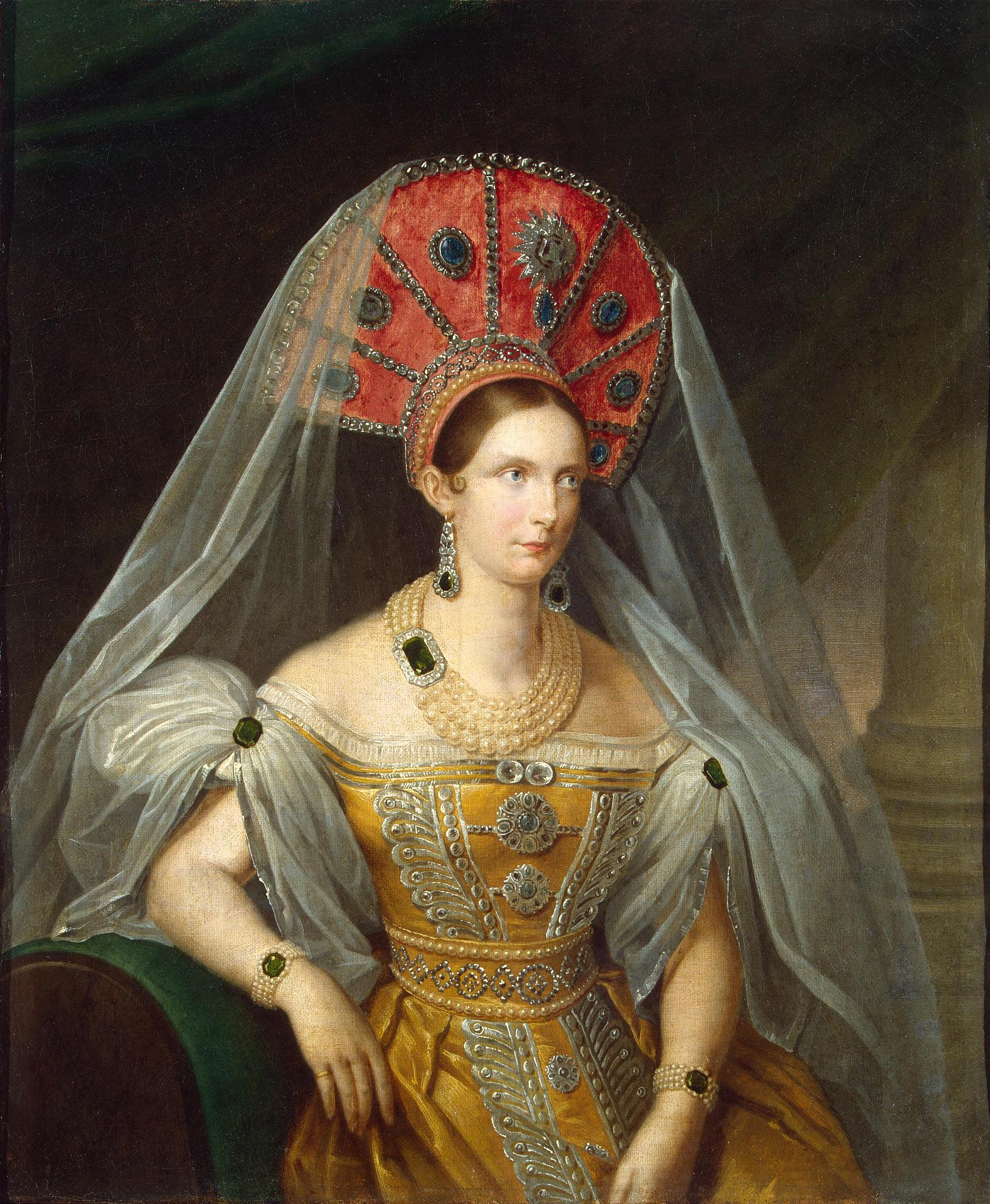
1836年画、アレクサンドラ・フョードロヴナ皇后
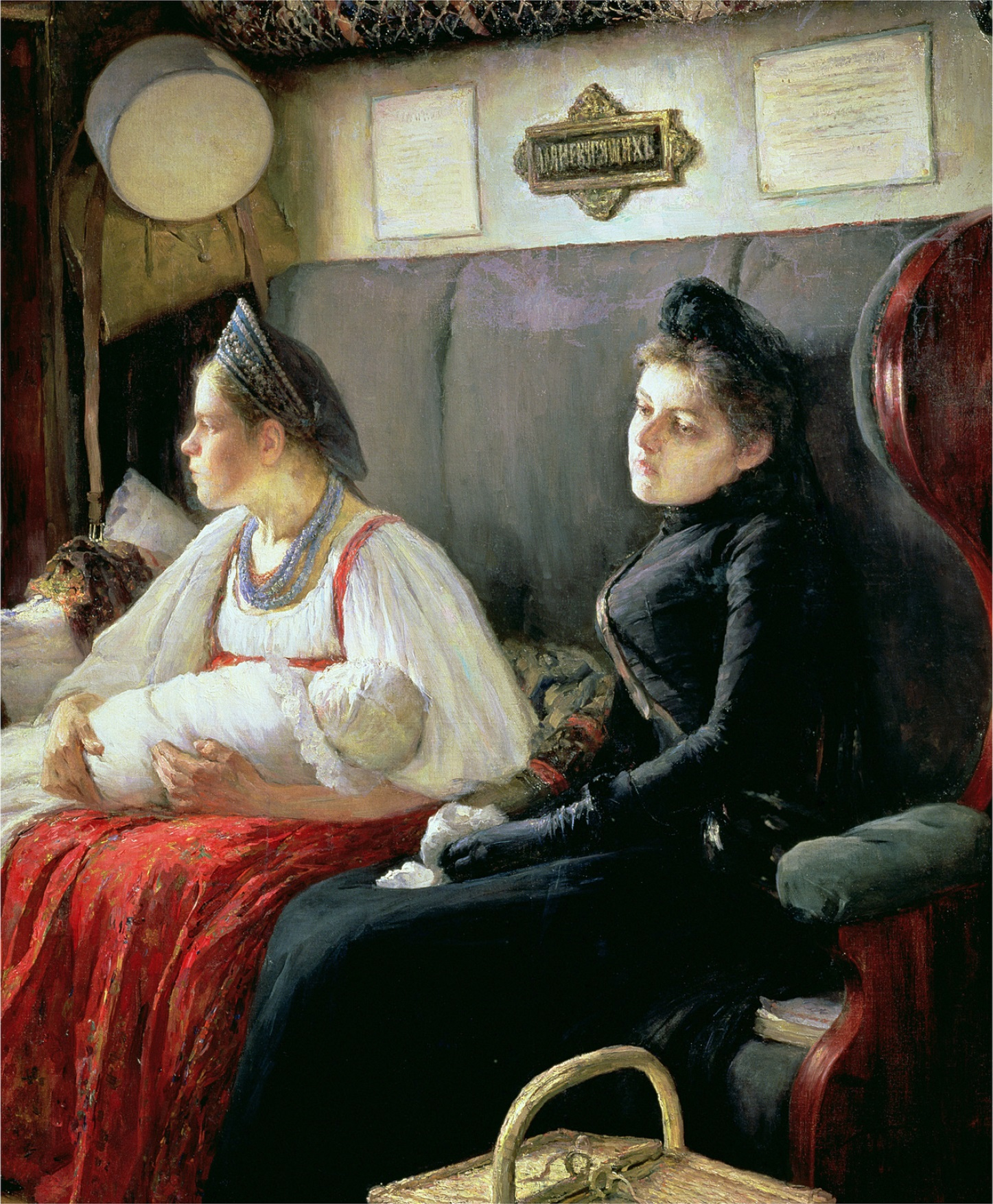
1891年「親類のもとへ」、レオニード・パステルナーク画
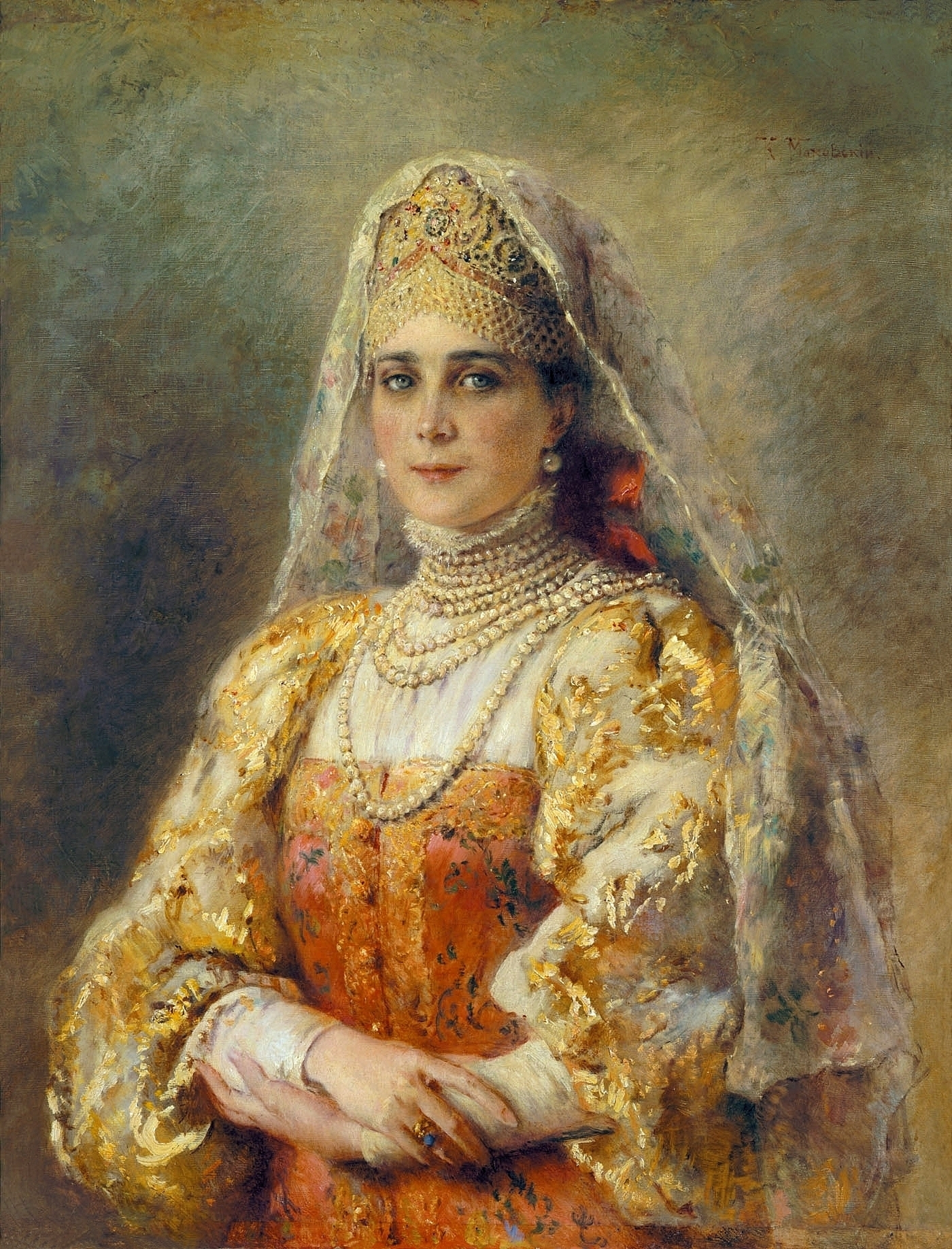
1895年頃画、ジナイダ・ユスポヴァ

### 宮廷服として

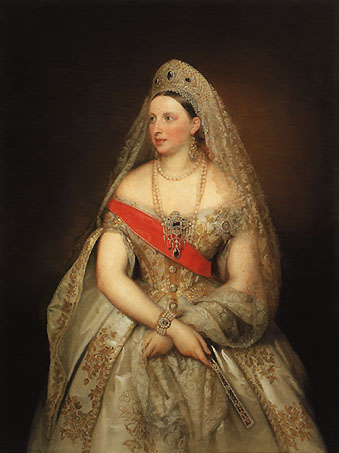
19世紀半ば画、アレクサンドラ・ペトロヴナ大公妃
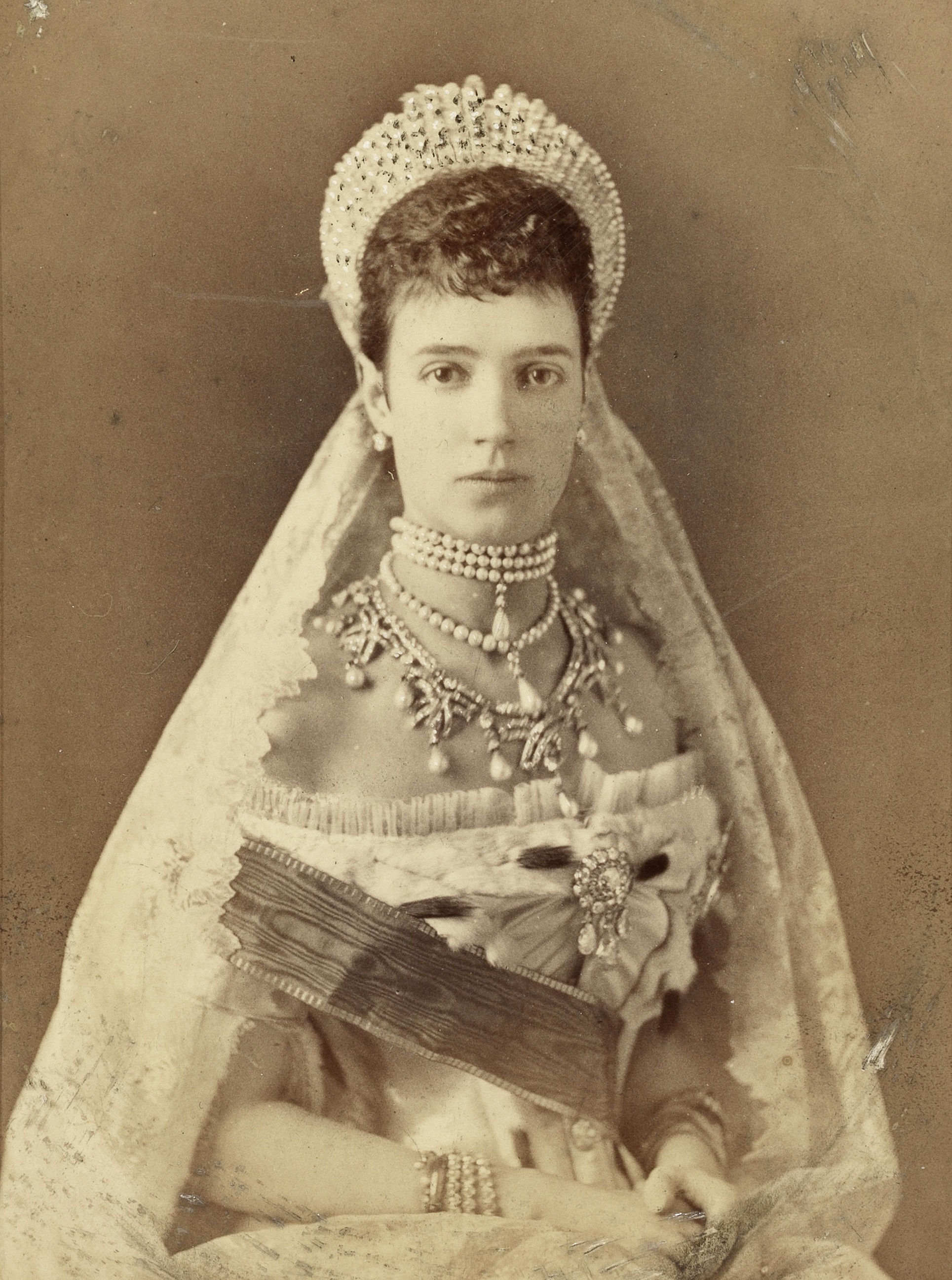
1881年撮影、マリア・フョードロヴナ皇后
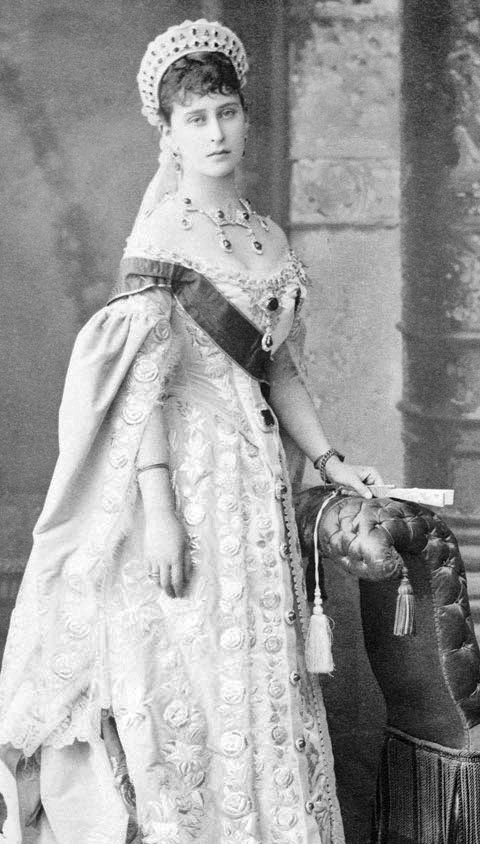
1885年撮影、エリザヴェータ・フョードロヴナ大公妃
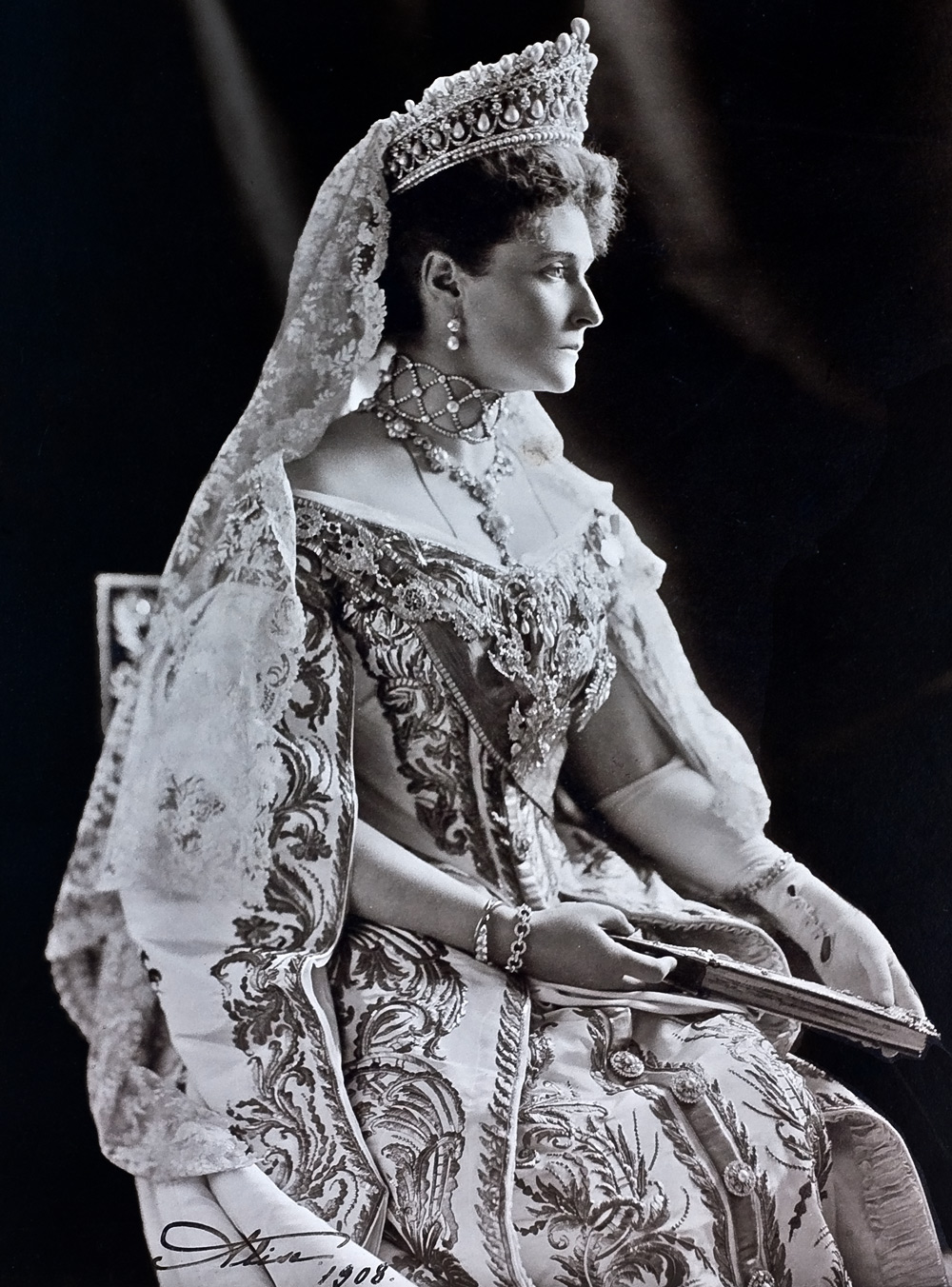
1908年撮影、アレクサンドラ・フョードロヴナ皇后
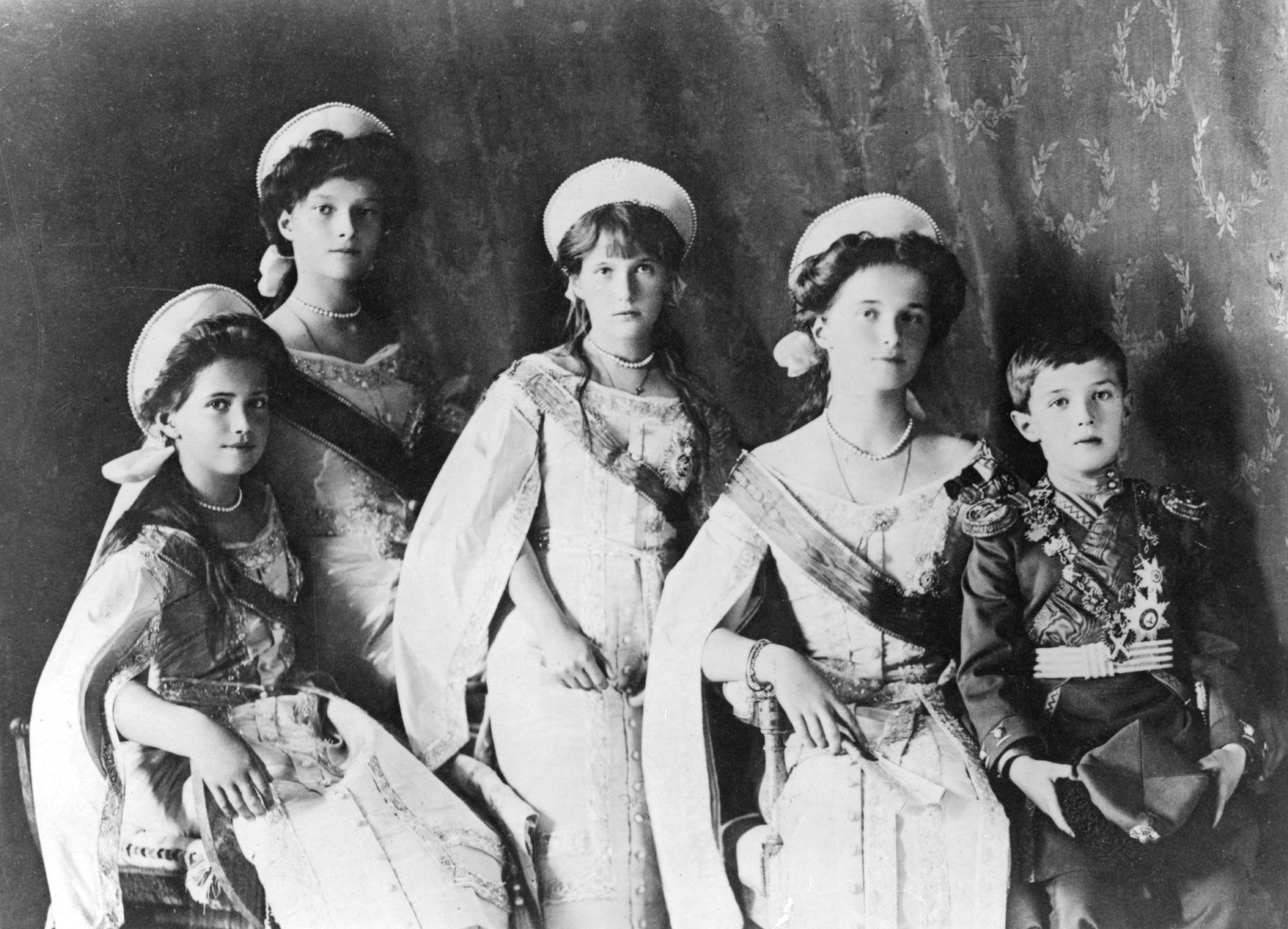
1910年撮影、ニコライ2世の皇子女たち

### 1903年、ロマノフ家の仮装舞踏会

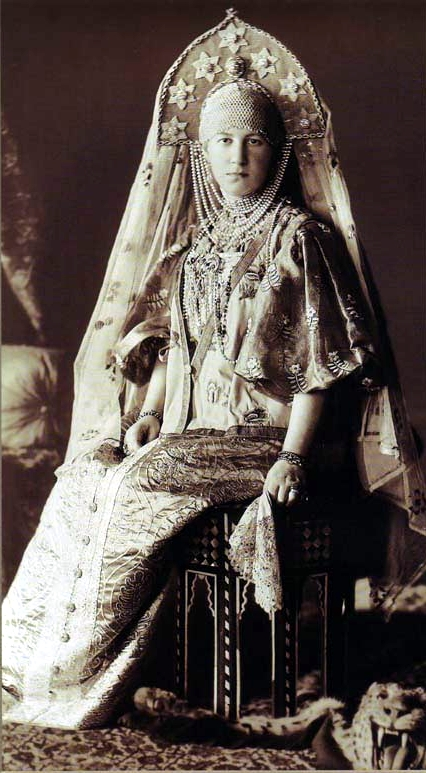
マリア・ゲオルギエヴナ大公妃
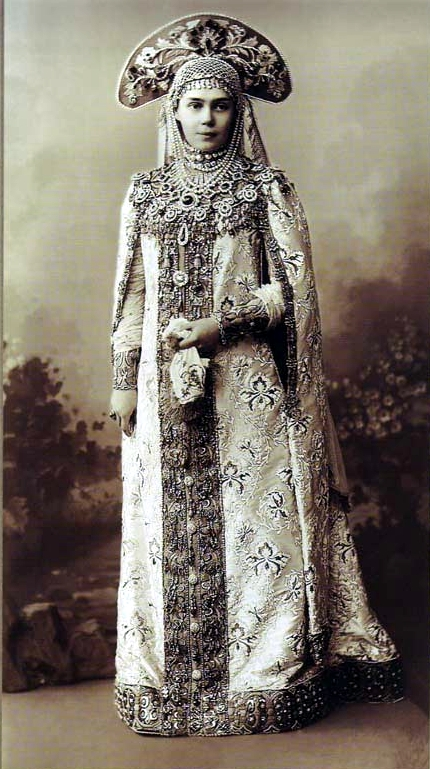
クセニア・アレクサンドロヴナ大公妃
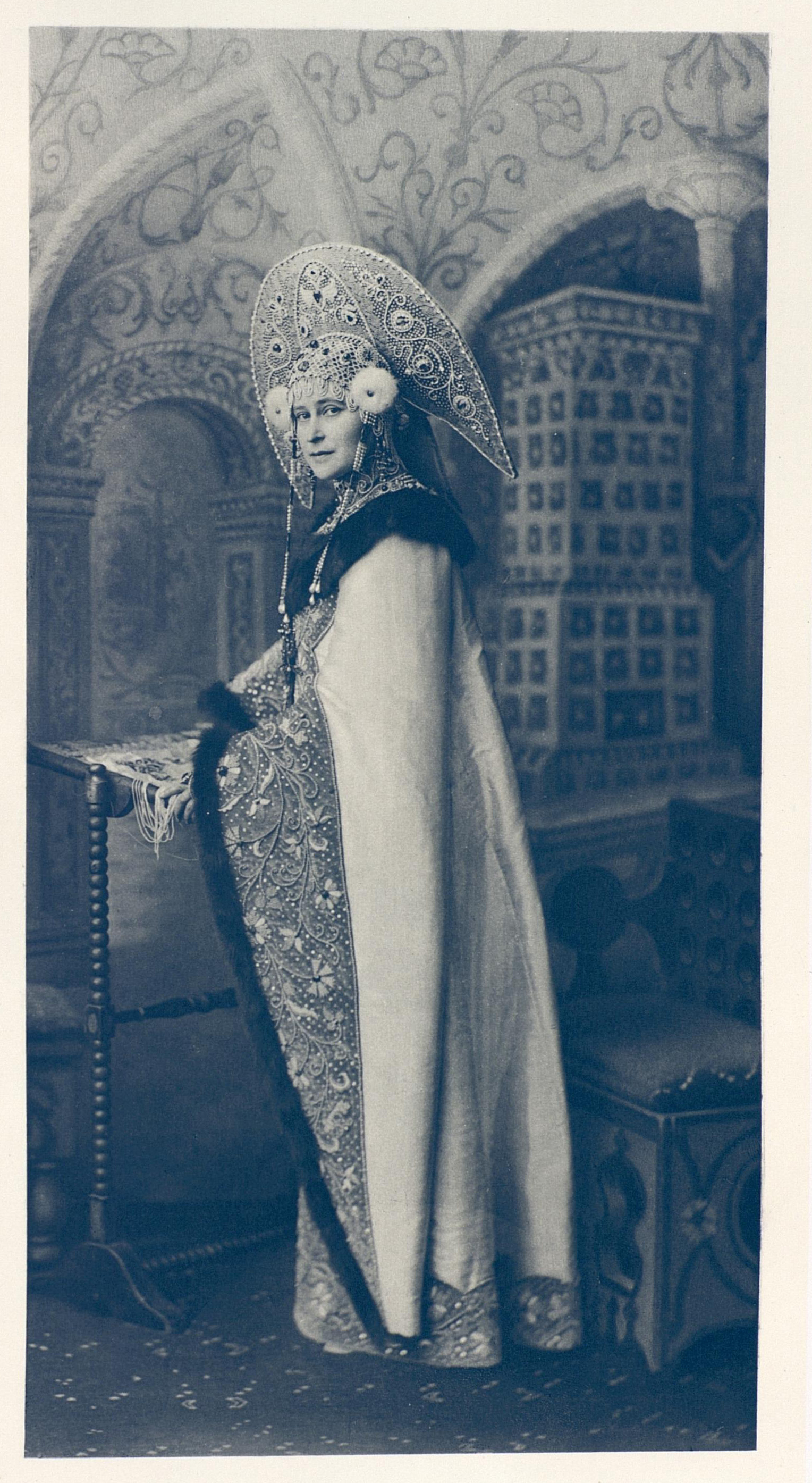
エリザヴェータ・フョードロヴナ大公妃
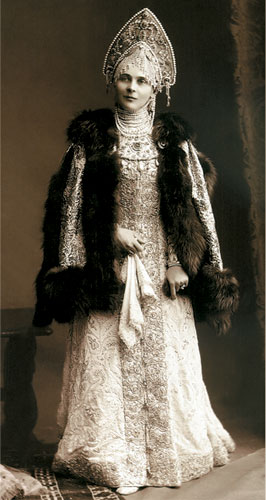
ジナイダ・ユスポヴァ

### ココシニク・ティアラ

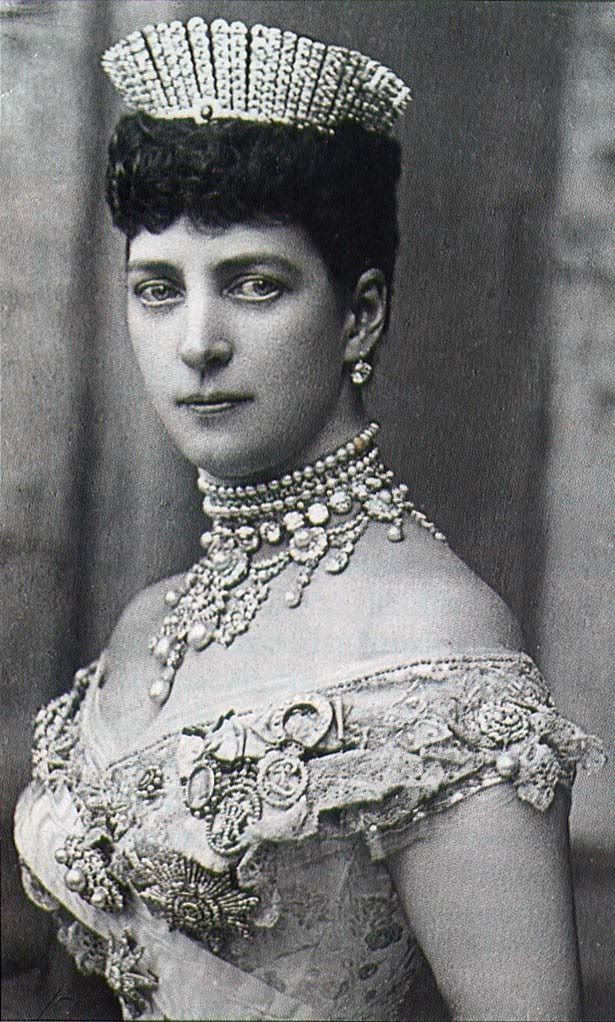
1893年撮影、アレクサンドラ王太子妃
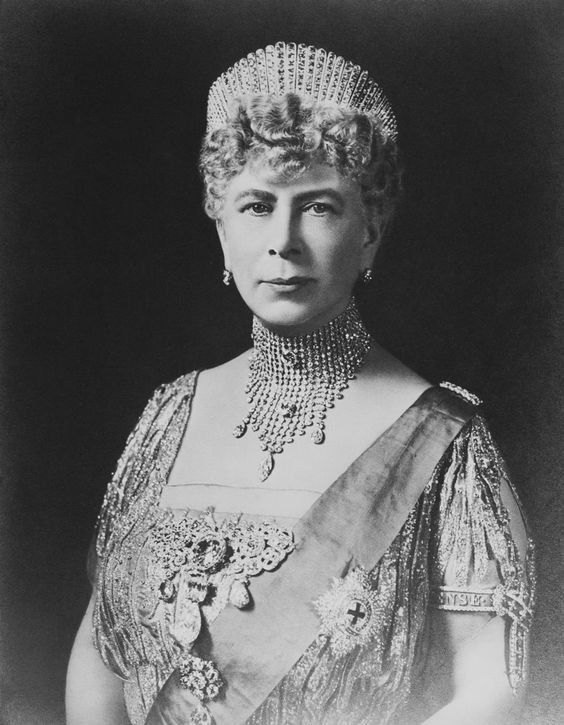
1930年代撮影、メアリー王妃
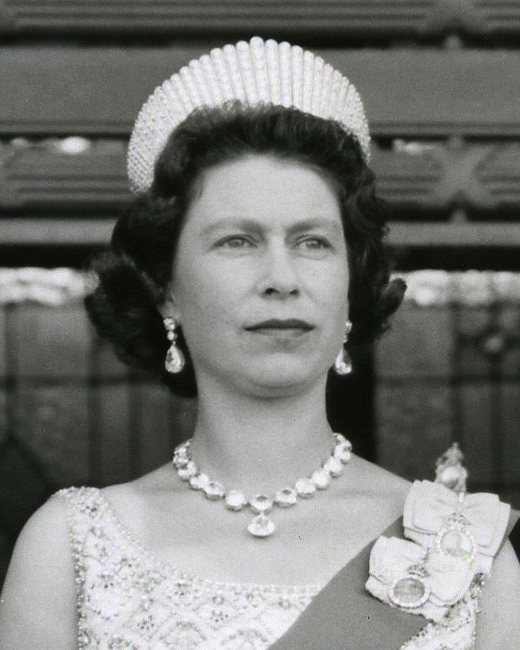
1963年撮影、エリザベス2世女王